# Pseudalciopa
Pseudalciopa är ett släkte av ringmaskar. Pseudalciopa ingår i familjen Alciopidae.
Kladogram enligt Catalogue of Life:
| Pseudalciopa | \| \| Pseudalciopa modesta \| \| \| \| |
|              | \| \| Pseudalciopa modesta \| \| \| \| |
|              | Alciopa                                |
|              |                                        |
|              | Alciopina                              |
|              |                                        |
|              | Calizonella                            |
|              |                                        |
|              | Callizonella                           |
|              |                                        |
|              | Krohnia                                |
|              |                                        |
|              | Naiades                                |
|              |                                        |
|              | Plotohelmis                            |
|              |                                        |
|              | Rhynchonereella                        |
|              |                                        |
|              | Torrea                                 |
|              |                                        |
|              | Vanadis                                |
|              |                                        |
|              | Watelio                                |
|              |                                        |
|              | Pseudalciopa modesta                   |
|              |                                        |

|  | Pseudalciopa modesta |
|  |                      |